# Bob Dylan's Greatest Hits Volume 3
Bob Dylan's Greatest Hits Volume 3 è una raccolta dei maggiori successi di Bob Dylan del periodo 1973-1990, pubblicato dalla Columbia Records nel novembre del 1994. Il disco raggiunse la posizione numero 126 nella classifica statunitense di Billboard.

## Descrizione
L'album abbraccia il periodo che va dal 1973 al 1991. Ogni album di Dylan uscito in quel periodo è rappresentato da almeno una canzone, con l'eccezione di Dylan, assemblato dalla Columbia senza l'autorizzazione dell'artista; The Basement Tapes, costituito da materiale registrato in precedenza; Saved; e Empire Burlesque. Il brano Groom's Still Waiting at the Altar era stato aggiunto alla ristampa in CD di Shot of Love dopo che inizialmente era stato pubblicato come lato B di un singolo. L'album include un brano precedentemente inedito, un outtake dalle sessioni per il disco Oh Mercy, e la canzone Dignity in una nuova veste sonora curata dal produttore Brendan O'Brien nell'autunno del 1994.
Sei delle canzoni contenute sul disco erano state pubblicate come singolo negli Stati Uniti all'epoca della loro uscita. Changing of the Guards e Jokerman non riuscirono ad entrare in classifica, mentre Knockin' on Heaven's Door raggiunse la posizione numero 12, Tangled Up in Blue la 31ª, Hurricane la 33ª, e Gotta Serve Somebody la 24ª.
Nel 2003, l'album è stato pubblicato in un cofanetto di 4 dischi accorpato con gli altri due greatest hits di Bob Dylan.

## Tracce
Testi e musiche di Bob Dylan, eccetto dove indicato.
1. Tangled Up in Blue – 5:42 – dall'album Blood on the Tracks
2. Changing of the Guards – 6:36 – dall'album Street Legal
3. The Groom's Still Waiting at the Altar – 4:03 – b-side del singolo Heart of Mine
4. Hurricane – 8:34 (Dylan, Jacques Levy) – dall'album Desire
5. Forever Young – 4:58 – dall'album Planet Waves
6. Jokerman – 6:16 – dall'album Infidels
7. Dignity – 5:58 – inedito
8. Silvio – 3:07 (Dylan, Robert Hunter) – dall'album Down in the Groove
9. Ring Them Bells – 3:02 – dall'album Oh Mercy
10. Gotta Serve Somebody – 5:25 – dall'album Slow Train Coming
11. Series of Dreams – 5:53 – outtake dell'album Oh Mercy in precedenza pubblicato su The Bootleg Series Volumes 1-3 (Rare & Unreleased) 1961-1991
12. Brownsville Girl – 11:04 (Dylan, Sam Shepard) – dall'album Knocked Out Loaded
13. Under the Red Sky – 4:09 – dall'album Under the Red Sky
14. Knockin' on Heaven's Door – 2:30 – dall'album della colonna sonora del film Pat Garrett & Billy the Kid